# Горбунов Едуард Леонідович
Едуа́рд Леоні́дович Горбуно́в (1978—2024) — старший сержант збройних сил України, учасник російсько-української війни.

## Життєпис
Народився 21 листопада 1978 року на Луганщині.
Проживав на Сумщині.
Під час повномасштабного вторгнення був командиром танка танкового батальйону.
Помер 14 липня 2024 року в шпиталі міста Києва внаслідок поранень, яких зазнав поблизу села Невське Сватівського району Луганської області.

## Нагороди та вшанування
- Звання «Почесний громадянин Попівської територіальної громади» (8 листопада 2024).
- Орден «За мужність» III ступеня (30 вересня 2024, посмертно) — за особисту мужність, виявлену у захисті державного суверенітету та територіальної цілісності України, самовіддане виконання військового обов'язку[2].
- відзнака Міністерства оборони України «Залізний хрест»[3].
- Нагрудний знак «Сталевий хрест»[4].
- Нагрудний знак «За зразкову службу»[4].
- нагрудний знак «66 окрема механізована бригада імені князя Мстислава Хороброго»[4].
- В селі Великий Самбір встановлено пам'ятний знак вісьмом загиблим воїнам серед яких Едуард Горбунов[5].